# Federico Velázquez Brandón
Federico Gastón Velázquez Brandón (Montevideo, 20 de mayo de 1986) es un futbolista uruguayo. Juega como defensa central en Rampla Juniors, de la Segunda División Profesional de Uruguay.

## Trayectoria
En el año 2010 logró el ascenso a la Primera División de Uruguay jugando para El Tanque Sisley, que venció por 3-2 a Sud América en la última fecha del Campeonato Uruguayo de Segunda División 2009-10.
También consiguió un ascenso en Argentina jugando para Guillermo Brown, donde fue el capitán del equipo que se adjudicó el primer puesto de la Zona 1 del Torneo Federal A 2014.

## Clubes
| Club                   | País      | Año           |
| ---------------------- | --------- | ------------- |
| El Tanque Sisley       | Uruguay   | 2006 - 2007   |
| Rampla Juniors         | Uruguay   | 2007 - 2008   |
| Juventud (Las Piedras) | Uruguay   | 2008          |
| Atenas (San Carlos)    | Uruguay   | 2009          |
| El Tanque Sisley       | Uruguay   | 2009 - 2012   |
| Rampla Juniors         | Uruguay   | 2012 - 2013   |
| Guillermo Brown        | Argentina | 2013 - 2015   |
| El Tanque Sisley       | Uruguay   | 2016          |
| Deportivo Madryn       | Argentina | 2016-2018     |
| Albion                 | Uruguay   | 2019-presente |

## Palmarés

### Campeonatos nacionales
| Título           | Club             | País      | Año     |
| ---------------- | ---------------- | --------- | ------- |
| Segunda División | El Tanque Sisley | Uruguay   | 2009-10 |
| Torneo Federal A | Guillermo Brown  | Argentina | 2014    |